# Ciask

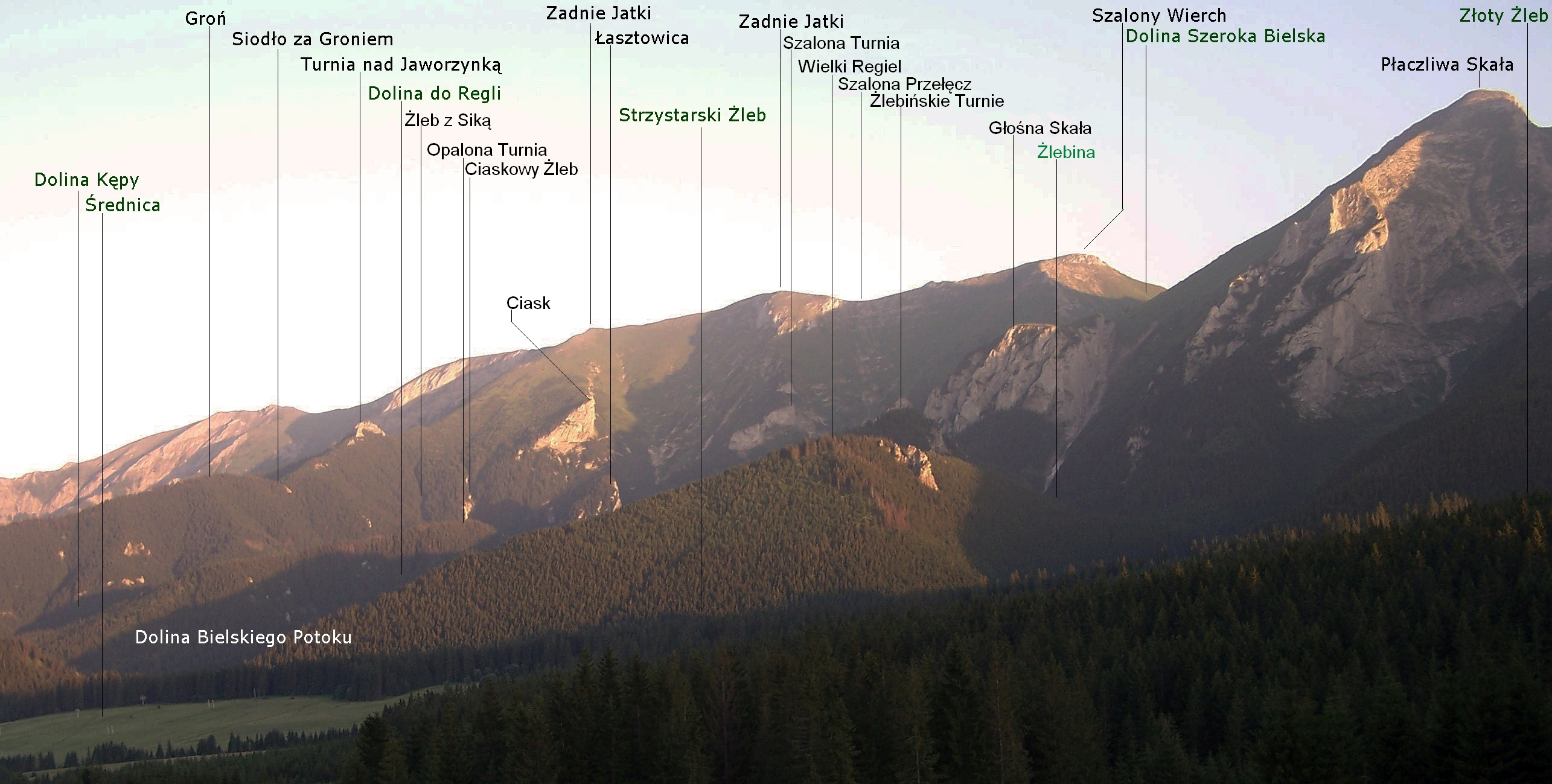

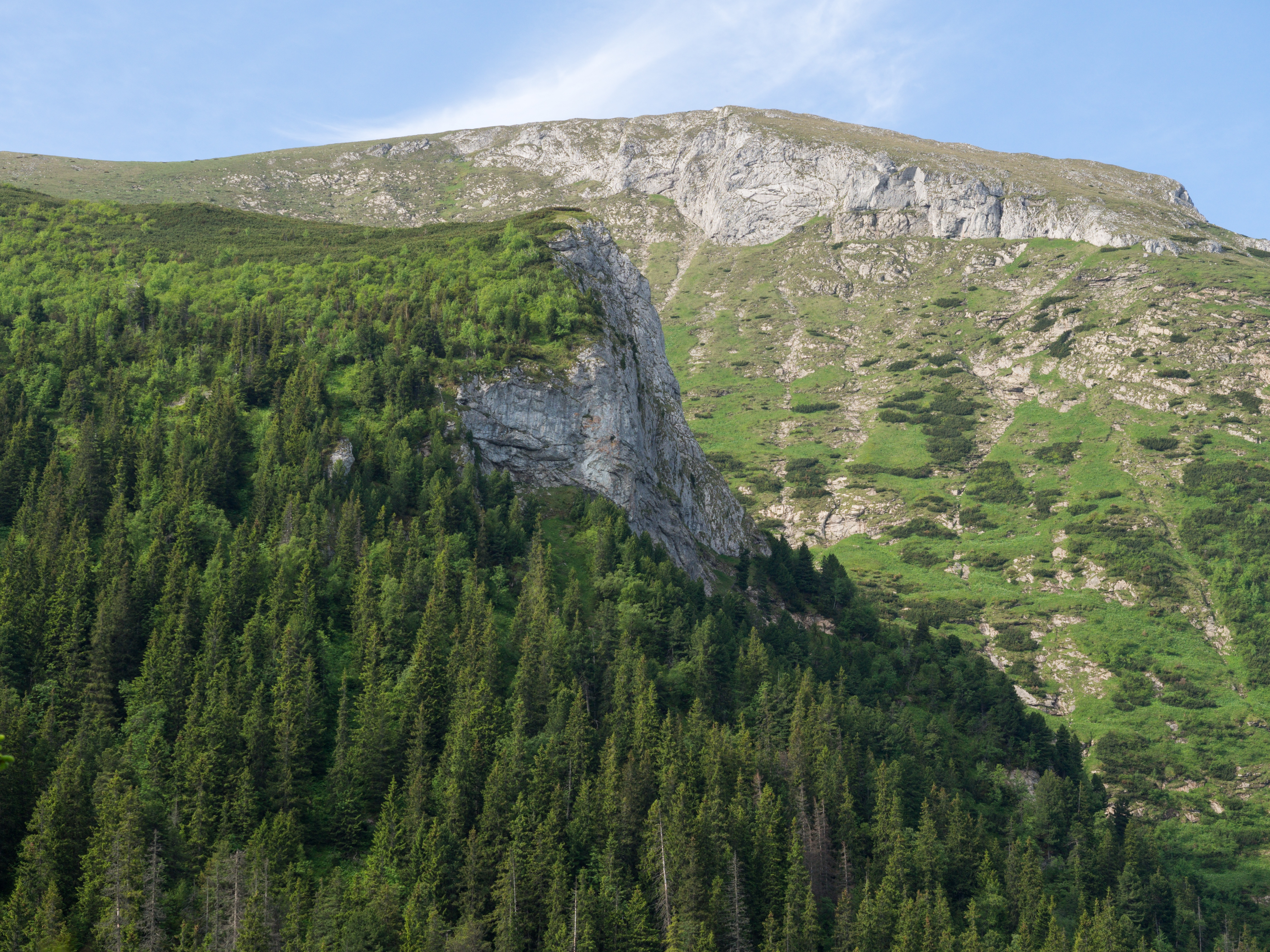
Ciask na tle Zadnich Jatek

Ciask (niem. Ciask Keil, słow. Malý Čosek, Čosek, węg. Ciask-ék) – kazalnica w Dolinie Kępy w słowackich Tatrach Bielskich. Oglądany z dołu sprawia wrażenie turni. Wznosi się na wysokość około 1690 m n.p.m. i stanowi zakończenie Ciaskowego Klina. Górną jego część porasta kosodrzewina, Ku północy i północnemu zachodowi opada ścianami o wysokości około 80 m. Na urwistym zboczu poniżej tych ścian rośnie las urwiskowy z licznymi i dorodnymi limbami.
Ciask znajduje się na obszarze ochrony ścisłej Tatrzańskiego Parku Narodowego.
Według encyklopedii Tatry príroda kazalnica wraz z całą grzędą (Ciaskowym Klinem) nosi słowacką nazwę Čosek, a Malý Čosek to ukryta w lesie skała na północny wschód od Ciasku. Z kolei Endre Futó, autor czterojęzycznego słownika nazw geograficznych podaje Malý Čosek jako słowacki odpowiednik polskiej nazwy Ciask.